# Paranephelius
Paranephelius es un género de plantas con flores perteneciente a la familia Asteraceae. Comprende 8 especies descritas y de estas, solo 6  aceptadas. Es originario de Sudamérica.

## Taxonomía
El género fue descrito por Eduard Friedrich Poeppig y publicado en Nova Genera ac Species Plantarum 3: 42. 1843.	La especie tipo es: Paranephelius uniflorus Poepp. & Endl.

## Especies aceptadas
A continuación se brinda un listado de las especies del género Paranephelius aceptadas hasta julio de 2012, ordenadas alfabéticamente. Para cada una se indica el nombre binomial seguido del autor, abreviado según las convenciones y usos.
- Paranephelius bullatus A.Gray ex Wedd.
- Paranephelius ferreyrii H.Rob.
- Paranephelius jelskii (Hieron.) H.Rob. & Brettell
- Paranephelius ovatus A.Gray ex Wedd.
- Paranephelius uniflorus Poepp. & Endl.
- Paranephelius wurdackii H.Rob.